# Fira Literària Joan Cid i Mulet
La Fira Literària Joan Cid i Mulet és un esdeveniment literari organitzat a l'EMD de Jesús des de l'any 2007 en homenatge a l'escriptor nadiu Joan Cid i Mulet.
La Fira se celebra durant tres dies i es programen un ampli centall d'activitats per tot el municipi relacionades amb el món del llibre i la literatura. A més de conferències, presentacions, recitals, taules rodones o lectures de contes també s'hi apleguen estands de llibreries, biblioteques i institucions de totes les Terres de l'Ebre. La Fira aplega nombrosos escriptors, editors, llibreters i representants de tot l'àmbit sociocultural del territori.